# Фракция ЛДПР в Государственной думе VI созыва
Фракция ЛДПР в Государственной Думе шестого созыва — депутатское объединение ЛДПР в Госдуме шестого созыва (2011—2016).
После изменения Конституции России предыдущим созывом Госдумы, шестой созыв был избран на 5 лет. Выборы проводились по пропорциональной системе — все 450 депутатов избирались по партийным спискам. На выборах в Госдуму по итогам голосования ЛДПР получила 11,68 %, что дало ей право на 56 депутатских мандатов.
Руководителем фракции ЛДПР в Думе был избран В. В. Жириновский. Вице-спикером от ЛДПР стал И. В. Лебедев (сын В. В. Жириновского).

## Список депутатов
1. Абрамов Иван Николаевич
2. Ананских Игорь Александрович
3. Афанасьева Елена Владимировна
  1. Щепинов Максим Александрович (мандат перешел 15 октября 2014 года)
4. Балберов Александр Александрович
  1. Шерин Александр Николаевич (мандат перешел 15 октября 2014 года)
5. Вайнштейн Сергей Евгеньевич
6. Волчек Денис Геннадьевич
7. Губарева Наталья Викторовна
  1. Катасонов, Сергей Михайлович (мандат перешел 19 декабря 2012 года)
8. Дегтярев Михаил Владимирович
9. Деньгин Вадим Евгеньевич
10. Диденко Алексей Николаевич
11. Дроздов Илья Юрьевич
12. Жигарев Сергей Александрович
13. Жириновский Владимир Вольфович
14. Журавлев Сергей Валерианович
15. Журко Василий Васильевич
16. Зелинский Ян Викторович
17. Золочевский Виталий Сергеевич
18. Иванов Сергей Владимирович
19. Ищенко Антон Анатольевич
20. Калашников Сергей Вячеславович
21. Калюжный Руслан Валерьевич
22. Каргинов Сергей Генрихович
23. Кропачев Александр Сергеевич
24. Кулиева Василина Васильевна
  1. Смирнов Александр Александрович (мандат перешел 26 декабря 2012 года)
25. Курдюмов Александр Борисович
26. Лебедев Игорь Владимирович
27. Литвинцев Дмитрий Алексеевич
28. Луговой Андрей Константинович
29. Маринин Сергей Владимирович
30. Маркин Андрей Леонидович
31. Маркин Эдуард Витальевич
32. Напсо Юрий Аисович
33. Нилов Ярослав Евгеньевич
34. Носов Дмитрий Юрьевич
35. Овсянников Владимир Анатольевич
  1. Сикорский Анатолий Сергеевич
36. Островский Алексей Владимирович
  1. Худяков Роман Иванович
37. Рохмистров Максим Станиславович
38. Савельев Дмитрий Иванович
39. Свергунова Маргарита Николаевна
40. Свинцов Андрей Николаевич
41. Свиридов Валентин Валентинович
42. Свищев Дмитрий Александрович
43. Селезнев Валерий Сергеевич
44. Семёнов Владимир Владиславович
45. Сироткин Сергей Никанорович
  1. Морозов Антон Юрьевич
46. Слуцкий Леонид Эдуардович
47. Соболев Виктор Васильевич
48. Старовойтов Александр Сергеевич
49. Субботин Константин Сергеевич
50. Сухарев Иван Константинович
51. Тарасюк Василий Михайлович
52. Таскаев Владимир Павлович
53. Фургал Сергей Иванович
54. Черкасов Кирилл Игоревич
55. Чиркова Ирина Александровна
56. Шингаркин Максим Андреевич